# 福惠
福惠（1721年11月27日—1728年10月11日），清世宗的第六子（实际上的第八子，但因早殇而未序齿），生母是敦肃皇贵妃年氏。

## 生平
生于康熙六十年十月初九日（1721年11月27日），原名弘晟。
雍正四年（1726年）改名福惠（《雍正朝起居註冊》作富慧）。
雍正六年九月初九日（1728年10月11日），福惠夭折，他只活了8岁。
雍正十三年（1735年），清高宗追封弟弟为亲王，谥号为怀。

## 延伸阅读
[在维基数据编辑]
 《清史稿/卷220》，出自趙爾巽《清史稿》